# Judy Schwomeyer
Judy Kay Schwomeyer (Indianapolis, 14 novembre 1950) è un'ex danzatrice su ghiaccio statunitense. Insieme a Jim Sladky ha vinto un argento (nel 1970) e tre bronzi (nel 1969, nel 1971 e nel 1972) al Campionato del mondo e un oro (nel 1971), un argento (nel 1969) e un bronzo (nel 1967) al North American Championships.

## Palmarès
| Internazionali               | Internazionali | Internazionali | Internazionali | Internazionali | Internazionali | Internazionali | Internazionali |
| Evento                       | 1966           | 1967           | 1968           | 1969           | 1970           | 1971           | 1972           |
| ---------------------------- | -------------- | -------------- | -------------- | -------------- | -------------- | -------------- | -------------- |
| Campionati mondiali          |                | 8°             | 4°             | 3°             | 2°             | 3°             | 3°             |
| North American Championships |                | 3°             |                | 2°             |                | 1°             |                |
| Nazionali                    |                |                |                |                |                |                |                |
| Campionati statunitensi      | 6°             | 3°             | 1°             | 1°             | 1°             | 1°             | 1°             |